# 烏日 (大字)
烏日，是臺灣臺中市烏日區的一個傳統地域名稱，也是全區行政中心所在地，位於該區西北部凸出部分與本體的銜接地帶。相較於今日行政區，其範圍大致包括學田里東南端凸出部分、湖日里、烏日里不含東南部（由新興路13巷、五光路1000巷及麻園頭溪圍起來的區域）、東園里西北端、螺潭里最北端，另外還包括了南屯區楓樹里西南部，以及彰化縣彰化市田中里北端。

## 歷史
台灣清治末期至日治初期，烏日地區為一街庄，稱為「烏日庄」，隸屬於大肚下堡。該庄北與學田庄、鎮平庄、下牛埔仔庄、下楓樹腳庄為鄰，東與九張犁庄為鄰，東南與阿密哩庄為鄰，南邊東段為同安厝庄，南邊中西段隔大肚溪與田中央庄、渡船頭庄為界，西邊為朥(月胥)庄。
1901年（日治明治三十四年）11月，全台廢縣廳改設二十廳，該庄隸屬於臺中廳。1903年（明治三十六年）6月，該庄編入「烏日區」，隸屬於臺中廳。1909年（明治四十二年）10月，合併二十廳為十二廳，烏日區隸屬不變。1920年（大正九年），全台地方制度大改正，廢十二廳改設五州二廳，該庄改制為「烏日」大字，隸屬於臺中州大屯郡烏日庄。
戰後烏日庄改制為烏日鄉，隸屬於臺中縣，大字亦改制為村。1950年10月，中、彰、投分治，烏日鄉仍隸屬臺中縣。2010年12月，臺中縣市合併為直轄臺中市，烏日鄉改制為烏日區，村亦改制為里。

## 聚落
本地區發展較早的聚落有龍溪、烏日、半路店、新庄仔等，在日治期初期的官方地圖上已有記載。

## 交通
台灣高鐵大致以北偏東—南偏西走向經過烏日地區西部中北段邊界地帶，並設有高鐵台中站，可由此快速前往高鐵南北各站。
台鐵山線大致以東北東—西南西走向轉東偏南—西偏北走向經過本地區中部偏北地帶。境內中部設有烏日車站，屬簡易站，僅停靠區間車；西部邊界外不遠處設有新烏日車站，緊臨高鐵台中站並有人行通道相連接，屬二等站，僅停靠一班自強號及全部區間快車、區間車。由此等可前往台鐵沿線各站。
國道1號又稱「中山高速公路」，是台灣西部兩條縱向高速公路之一，大致以北向南繞大彎轉東南—西北走向經過本地區西北部邊界外不遠處。北側最近的交流道是市道136號交會處的南屯交流道，西側最近的是省道台1線交會處的王田交流道。由此等可快速前往國道1號沿線各地。
省道台74線原稱「中彰快速道路」，現稱「快官霧峰線」，是彰化縣快官繞行順時針臺中市區外圍至霧峰的快速道路，大致以西南—東北走向轉南向北蜿蜒經過本地區中部偏西地帶。由該道路向西南可前往彰化快官接省道台74甲線前往花壇並止於省道台1線路口，向北可前往南屯、西屯、北屯西北部、潭子南部、北屯中部、太平、大里、霧峰等地。該道路在本地區西北部凸出部分的北端邊界處設有高鐵台中交流道，可連絡高鐵台中站。
省道台1乙線（新興路、中山路三段）是大雅至王田的幹道，大致以東北東—西南西走向轉東南東—西北西走向再轉東向西再轉東南東—西北西走向蜿蜒經過本地區中部。由該道路向東北東可前往台中市區西部、北屯西部、西屯東北端、大雅並止於省道台10線路口，向西北西可前往朥(月胥)與王田交界處並止於省道台1線路口。
市道127號（光日路、新興路、五光路）是大雅至霧峰的道路，大致以北偏東—南偏西走向轉西向東再轉西北—東南走向經過本地區中部偏東地帶。由該道路向北偏東可前往南屯、西屯、大雅並止於省道台1乙線路口，向東南可前往霧峰並止於省道台3線路口。

## 學校
- 烏日國中
- 烏日國小